# Bucorve d'Abyssinie
Bucorvus abyssinicus
Espèce
Statut de conservation UICN

 VU  : Vulnérable
Le bucorve d'Abyssinie (Bucorvus abyssinicus) est une espèce d'oiseaux, proche des calaos, appartenant à la famille des Bucorvidae.

## Description
Le bucorve d'Abyssinie est un grand calao terrestre avec des plumes corporelles noires et des plumes primaires blanches qui sont visibles en vol. Le mâle adulte possède une tache de peau bleue nue autour de l'œil et une tache gonflable de peau nue sur le cou et la gorge qui est rouge, à l'exception du haut de la gorge qui est bleu. Le bec est long et noir, à l'exception d'une tache rougeâtre à la base de la mandibule. Au sommet du bec se trouve un court casque noir à extrémité ouverte. 
La femelle est semblable, mais plus petite, et sa peau nue est entièrement bleu foncé. Les oiseaux juvéniles sont d'un brun fuligineux foncé, avec un bec plus petit et un casque naissant. Au fur et à mesure que le juvénile grandit, ce qui prend généralement trois ans, il développe progressivement le plumage, la couleur de la peau nue et le casque des adultes. 
Mâles et femelles possèdent de longues plumes ressemblant à des cils qui entourent ses yeux. Elles protègent les yeux des blessures.
|  |  |

## Comportement
Le bucorve d'Abyssinie est un oiseau diurne, qui vit dans les prairies ouvertes, en couples ou en petits groupes familiaux patrouillant sur leur territoire en marchant. Ils sont peu enclins à voler, bien qu'ils en aient la capacité. En captivité, ils peuvent vivre 35-40 ans. 

### Reproduction

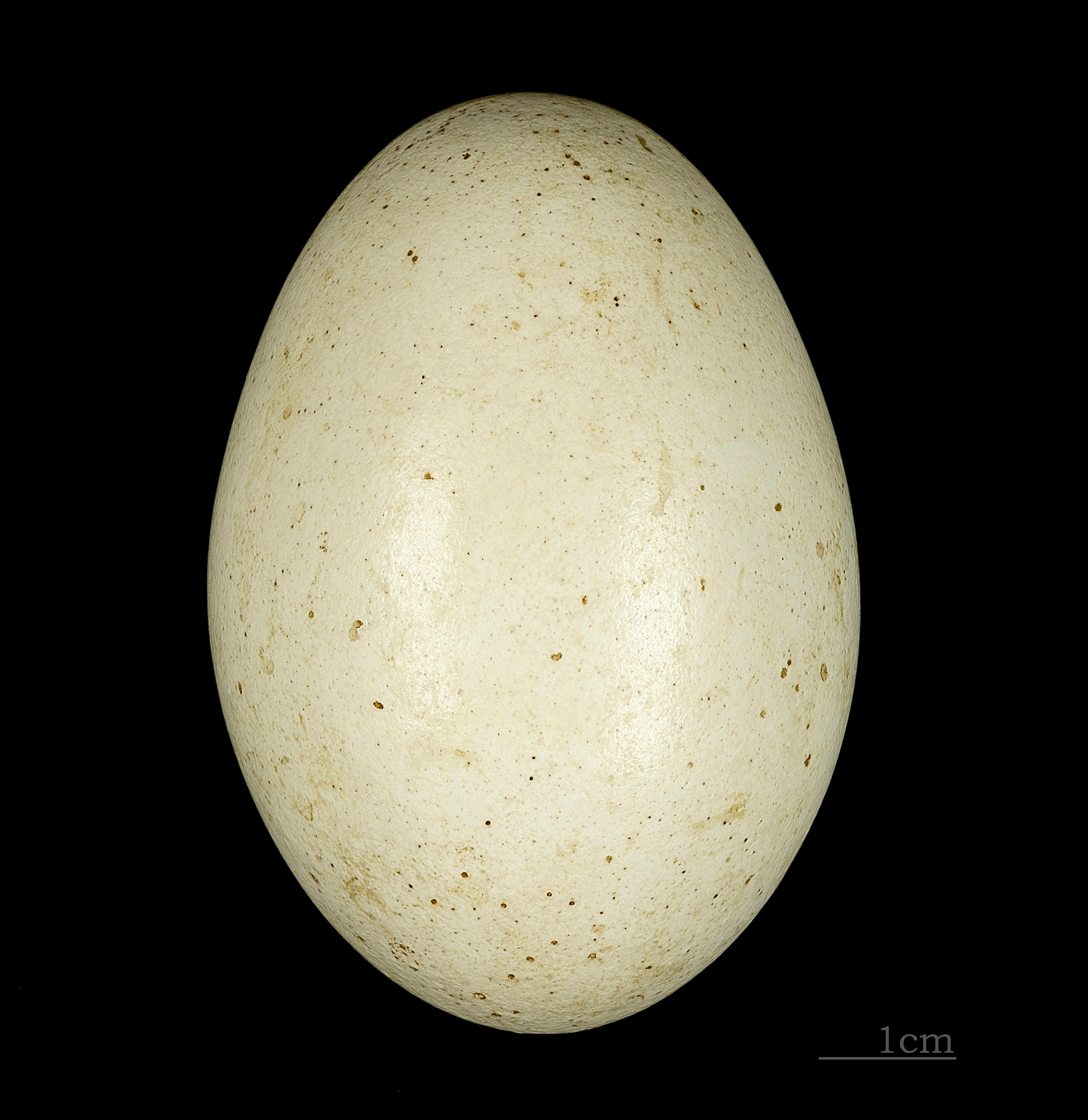
Œuf de Bucorve d'Abyssinie Muséum de Toulouse

La saison de reproduction du bucorve d'Abyssinie varie selon son aire de répartition : les populations d'Afrique de l'Ouest se reproduisent de juin à août, les populations nigérianes et ougandaises en janvier, et les kényanes jusqu'en novembre. Ils préfèrent nicher dans de grands arbres, tels que les baobabs et les souches de palmiers, leur nid étant construit dans une cavité. Ils peuvent également nicher dans des trous dans des rochers et des cavités artificielles telles que des troncs de ruches ou des paniers. 
La gestation du bucorve d'Abyssinie dure 30 jours et donne naissance à une portée de deux petits. Les femelles sont partiellement scellées à l'aide d'un mélange de boue et de végétation. Le mâle prépare le nid en tapissant la cavité de feuilles sèches avant que la femelle n'y entre et y dépose une ponte d'un ou deux œufs en cinq jours environ. Elle commence à couver dès que le premier œuf est pondu afin que le poussin qui éclot en premier ait une longueur d'avance sur son cadet. L'incubation de chaque œuf dure entre 37 et 41 jours, pendant lesquels le mâle est chargé de fournir de la nourriture à la femelle qui couve. Le poids du poussin nouvellement éclos est d'environ 70 grammes et le premier poussin grandit rapidement au détriment du second, qui meurt normalement de faim avant d'avoir atteint l'âge de quatre jours. A cet âge, un bucorve en bonne santé peut peser jusqu'à 350 grammes. Lorsqu'il est âgé de 21 à 33 jours, la mère quitte le nid et commence à l'aider à se nourrir, puis après 80 à 90 jours, l'oisillon quitte le nid. Les jeunes  restent avec leurs parents jusqu'à trois ans. 
En moyenne, un oisillon est élevé jusqu'à l'âge adulte tous les 9 ans ; l'investissement des adultes dans chaque jeune oiseau élevé est donc exceptionnellement élevé, et le rythme de reproduction particulièrement lent.
À l'âge adulte, le bucorve d'Abyssinie pèse environ 3,5 kg.

### Alimentation
Dans la nature, leur régime alimentaire se compose d'une grande variété de petits vertébrés et d'invertébrés, notamment des tortues, des lézards, des serpents, des oiseaux, des araignées, des coléoptères et des chenilles ; ils consomment également des charognes, certains fruits, des graines et des arachides. Les territoires des bucorves peuvent faire jusqu'à plus de 250 km2. Ce sont des mangeurs opportunistes, suivant les troupeaux d'ongulés et les feux de forêt afin de pouvoir s'attaquer aux petits animaux dérangés par le déplacement des grands mammifères ou les flammes. Un calao peut parcourir jusqu'à 11 km en une journée. Il creuse également le sol à la recherche d'arthropodes et peut attaquer les ruches d'abeilles à la recherche de rayons de miel ; ils ne consomment que très rarement de la matière végétale. Le bec puissant est utilisé pour capturer et maîtriser la proie avant qu'elle ne soit mangée.

## Prédateurs et menaces
Les bucorves d'Abyssinie sont la proie de grands carnivores, tels que les léopards. La prédation humaine pour la nourriture se produit dans certains pays, notamment au nord du Cameroun et au Burkina Faso. Les nids peuvent être la proie de prédateurs terrestres plus petits.
Il s'agit d'un hôte connu des poux d'oiseaux Bucorvellus docophorus, Bucerophagus productus et Bucerophagus africanus ; il est également un hôte du nématode Histiocephalus bucorvi et de divers ténias.
Les bucorves d'Abyssinie ne sont pas rares en captivité dans les zoos. Dans certaines régions, l'espèce a une importance culturelle et les chasseurs peuvent attacher la tête et le cou coupés de ces oiseaux autour de leur cou, selon la croyance que cela leur est bénéfique pour chasser. Dans certains villages, le cri est souvent imité et il existe même des chansons entières basées sur les duos mâle et femelle des bucorves d'Abyssinie. Ses plumes sont utilisées par certaines ethnies pour la confection de masques et colliers. L'oiseau ayant quasiment disparu de certaines régions, ses plumes se vendent très cher, favorisant le braconnage.

## Répartition et habitat
On trouve cet oiseau dans le nord de l'Afrique subsaharienne, du sud de la Mauritanie, du Sénégal et de la Guinée vers l'est, jusqu'à l'Érythrée, l'Éthiopie, le nord-ouest de la Somalie, le nord-ouest du Kenya et l'Ouganda. Il évolue dans la savane, les broussailles subdésertiques et les zones rocheuses, préférant la végétation courte qui permet sa technique de recherche visuelle de nourriture. Les zones habitées par cette espèce sont généralement des zones plus sèches que privilégiées par le bucorve du Sud. Il a besoin de grands arbres comme sites de nidification.
Par ailleurs, le bucorve d'Abyssinie s'est échappé ou a été délibérément relâché en Floride, mais il n'y a aucune preuve que la population se reproduise et il se peut qu'elle ne subsiste qu'en raison de libérations ou d'évasions continues.

## Systématique
L'espèce Bucorvus abyssinicus a été décrite par le médecin et naturaliste hollandais, Pieter Boddaert en 1783, sous le nom initial de Buceros abyssinicus.

### Synonyme
- Buceros abyssinicus Pieter Boddaert, 1783 (protonyme)

## Philatélie
Le Bucorve d'Abyssinie est représenté sur un timbre du Burundi de 1965 (valeur faciale 50 F, Y&T PA 14).